# سن لاورنز
سن لاورنز (به لاتین: San Lawrenz) یک منطقهٔ مسکونی در مالت است که در جزیره غودش واقع شده‌است. سن لاورنز ۳٫۶ کیلومتر مربع مساحت و ۷۴۸ نفر جمعیت دارد.

## خواهرخوانده
شهر کوله اومبرتو خواهرخواندهٔ سن لاورنز هست.